# Charlotte Henry
Charlotte Virginia Henry, född 3 mars 1914 i Brooklyn, död 11 april 1980 i La Jolla, var en amerikansk skådespelerska.

## Biografi
Charlotte Henry inledde sin skådespelarkarriär redan som 14-åring på scenen i teaterpjäsen Courage 1928, som även fick en filmatisering 1930 där hon repriserade sin roll. Det var även hennes första filmroll.
Hon är mest känd som Alice i Alice i Underlandet från 1933, baserad på boken med samma namn. Hon medverkade även i komikerduon Helan och Halvans långfilm Det var två glada gesäller från 1934.
Hon avled 1980 och är begravd i San Diego under efternamnet Dempsey, som hon tog efter att hon gift sig.

## Filmografi (i urval)
- 1931 – Huckleberry Finn
- 1933 – Alice i Underlandet
- 1934 – Det var två glada gesäller
- 1936 – Charlie Chan at the Opera[4]